# Podotenus gracilipes
Podotenus gracilipes är en skalbaggsart som beskrevs av Edgar von Harold 1867. Podotenus gracilipes ingår i släktet Podotenus och familjen Aphodiidae. Inga underarter finns listade i Catalogue of Life.